# Ambassade de Namibie en France
L'ambassade de Namibie en France est la représentation diplomatique de la république de Namibie auprès de la République française. Elle est située à Paris et son ambassadeur est, depuis 2018, Albertus Aochamub.

## Ambassade
L'ambassade est située 42 rue Boileau dans le 16e arrondissement de Paris.

## Consulat
La Namibie dispose également d'un consulat honoraire situé à Mulhouse.

## Ambassadeurs de Namibie en France
| Date de nomination | Date de nomination | Date de remise des lettres de créance | Date de remise des lettres de créance | Diplomate                 |
| ------------------ | ------------------ | ------------------------------------- | ------------------------------------- | ------------------------- |
| ?                  |                    | 17 novembre 1992                      | [ JORF 1 ]                            | Léonard N. Iipumbu        |
| ?                  |                    | 8 juillet 1999                        | [ JORF 2 ]                            | Wilfried Inotira Emvula   |
| ?                  |                    | 8 septembre 2006                      | [ JORF 3 ]                            | Panduleni-Kaino Shingenge |
| ?                  |                    | 3 décembre 2010                       | [ JORF 4 ]                            | Frieda Nangula Ithete     |
| 2018               |                    | 12 avril 2019                         | [ JORF 5 ]                            | Albertus Aochamub         |